# Rowedota epiphyka
Rowedota epiphyka is een zeekomkommer uit de familie Chiridotidae.
De wetenschappelijke naam van de soort werd in 2007 gepubliceerd door Mark O'Loughlin.